# لمونی اسنیکت: زندگی‌نامه تأییدنشده
لمونی اسنیکت:زندگی نامه تایید نشده نام کتابی است از لمونی اسنیکت.این کتاب در واقع کتابیست کمکی، برای فهمیدن حقایق بیشتر درباره سری کتاب‌های ماجراهای بچه‌های بدشانس.

## مشخصات کتاب
| نویسنده                        | مترجم     | نشر  | کتاب قبلی    | کتاب بعدی     |
| لمونی اسنیکت(مقدمه:دنیل هندلر) | رضا دهقان | ماهی | غار غم انگیز | خطر ماقبل آخر |